# Minami Yasuda
Minami Yasuda (jap. 安田 南, Yasuda Minami; * 14. November 1943 in Sapporo) ist eine japanische Jazzsängerin.
Minami Yasuda legte 1973 die Fusion- und Funk-orientierte Single Ironman vor; eine Gesangsversion der Erkennungsmelodie der amerikanischen Fernsehserie Ironside (1967–75) von Quincy Jones. In den 1970er-Jahren folgte eine Reihe von Jazz-Alben, auf denen sie zumeist Jazzstandards und Songs des Great American Songbook wie „Bei Mir Bistu Shein“, „Bye Bye Blackbird“, „I’m Beginning to See the Light“, „Fly Me to the Moon“, „Somebody Loves Me“ und „Yes Sir, That’s My Baby“ interpretierte.

## Diskographische Hinweise
- South –  Yasuda Minami Live at the Rob-Roy (Bellwood, 1974), mit Tsuyoshi Yamamoto (Piano), Isoo Fukui (Bass), Tetsujiro Obara (Schlagzeug), Yoshio Otomo (Altsaxophon)
- Sunny (1975), mit Tsutomu Okada, Tetsujiro Obara, Tsuyoshi Yamamoto
- Some Feeling (1977), mit Kenji Takamizu, Rei Ohara, Shuichi Murakami, Hiroshi Yasukawa, Kazumasa Akiyama, Kenji Omura, Tsuyoshi Yamamoto, Naoya Matsuoka
- Moritato for Osada (Philips, 1978), u. a. mit Motohiko Hamase, Hiroshi Murakami, Mikio Masuda